# Bruce Tasker
Bruce Jarrod Tasker (Lawrenny, 2 settembre 1987) è un ex bobbista ed ex velocista britannico, medaglia di bronzo olimpica nel bob a quattro a Soči 2014.

## Biografia
Prima di dedicarsi al bob, Bruce Tasker ha praticato l'atletica leggera nelle discipline veloci a livello nazionale, gareggiando nei 200 m ai campionati nazionali assoluti del 2008 a Birmingham e quelli nazionali assoluti indoor nel 2009 e a Sheffield. È stato inoltre campione nazionale juniores nei 400 m indoor per tre edizioni consecutive.

### 2010: gli inizi da frenatore
Si dedica al bob dal 2010 come frenatore per la squadra nazionale britannica, debuttando in Coppa del Mondo il 16 gennaio 2011 a Innsbruck, quinta tappa della stagione 2010/11, dove fu ventesimo nel bob a quattro; conquistò invece il suo primo podio il 15 dicembre 2013 a Lake Placid, piazzandosi al secondo posto sempre nella specialità a quattro con Brad Hall a condurre la slitta. Gareggiò inoltre in Coppa Europa ottenendo tre podi su cinque gare disputate sino al 2012. 

### 2014: l'alternanza tra pilota e frenatore
Nell'inverno del 2014 decise di cimentarsi anche come pilota, senza tuttavia mai smettere di svolgere il ruolo di frenatore in una perfetta alternanza tra le due attività. Esordì alla guida delle slitte a novembre del 2014 in Coppa Europa e nel corso di tre stagioni gareggiò unicamente nel bob a due, ottenendo un ottavo posto in classifica generale al termine dell'annata 2015/16.
Disputò invece la sua prima gara da pilota in Coppa del Mondo il 31 gennaio 2015 a La Plagne, terminando la gara di bob a due in quattordicesima posizione; ottenne inoltre un altro podio da frenatore il 18 novembre a Park City, quinta tappa dell'annata 2007/08, dove fu terzo nel bob a quattro con Brad Hall a guidare la slitta. Detiene quali migliori piazzamenti in classifica generale il diciannovesimo posto nel bob a due, raggiunto al termine della stagione 2016/17. 
Prese parte alle olimpiadi di Soči 2014, dove vinse la medaglia di bronzo nella specialità a quattro con John James Jackson, Stuart Benson e Joel Fearon, risultato ufficializzato soltanto a marzo del 2019 dopo la conferma delle squalifiche comminate agli equipaggi russi pilotati da Aleksandr Zubkov (che vinse l'oro) e Aleksandr Kas'janov (inizialmente classificatosi quarto) a seguito della nota vicenda doping.
Ha inoltre partecipato a sei edizioni dei campionati mondiali, tre da frenatore e altrettante da pilota, totalizzando quali migliori piazzamenti uno storico quarto posto ottenuto nel bob a due da pilota a Innsbruck 2016, dove insieme a Joel Fearon produsse il miglior risultato per un equipaggio a due britannico in 50 anni, dopo il bronzo ottenuto da Tony Nash e Robin Dixon ai mondiali di Cortina 1966; conseguì inoltre due quinti posti nel bob a quattro, ottenuti a Sankt Moritz 2013 e a Winterberg 2015, e un quarto nella gara a squadre, raggiunto a Schönau am Königssee 2011. Nelle rassegne continentali vanta invece una medaglia d'argento vinta nel bob a quattro a Schönau am Königssee 2014 con John James Jackson alla guida della slitta.
Disputò l'ultima gara della sua carriera agonistica il 17 dicembre 2017 a Innsbruck, penultima tappa della Coppa del Mondo 2016/17 valida anche per il campionato europeo 2017. A gennaio del 2018 infatti Tasker subì un attacco ischemico transitorio che gli impedì di partecipare ai Giochi olimpici di Pyeongchang 2018; nell'ottobre seguente annunciò il proprio ritiro dalle competizioni ed entrò a far parte dello staff tecnico della nazionale di bob britannica.

## Palmarès

### Olimpiadi
- 1 medaglia:
  - 1 bronzo (bob a quattro a Soči 2014).

### Europei
- 1 medaglia:
  - 1 argento (bob a quattro a Schönau am Königssee 2014).

### Coppa del Mondo
- Miglior piazzamento in classifica generale nel bob a due: 19º nel 2016/17;
- 2 podi (nel bob a quattro):
  - 1 secondo posto;
  - 1 terzo posto.

### Circuiti minori

#### Coppa Europa
- Miglior piazzamento in classifica generale nel bob a due: 8º nel 2015/16;
- 6 podi (1 nel bob a due, 5 nel bob a quattro):
  - 3 secondi posti (1 nel bob a due, 2 nel bob a quattro);
  - 3 terzi posti (tutti nel bob a quattro).